# Planell d'Estany Llong
El Planell d'Estany Llong és una plana situada dins del terme municipals de la Vall de Boí, a la comarca de l'Alta Ribagorça, i dins el Parc Nacional d'Aigüestortes i Estany de Sant Maurici.
Està situat a l'oest de l'Estany Llong, a mig camí del Portarró d'Espot.